# Ricardo Rocha (cientista)
Ricardo Rocha (Funchal) é um cientista português. Em 2017, foi distinguido com o primeiro prémio de Doutoramento em Ecologia – Fundação Amadeu Dias, conquistando em 2020 o European Early Career Conservation Award.

## Carreira
Ricardo Rocha descobriu a vocação para trabalhar em conservação da natureza aos sete anos, quando recebeu um livro sobre os lobos-marinhos em extinção no Arquipélago da Madeira.
Em 2003, entrou no curso de Biologia, na Universidade da Madeira, mudando-se no ano seguinte para a Universidade de Lisboa.
Ricardo Rocha tem desenvolvido uma carreira académica dedicada sobretudo à ecologia tropical, participando em importantes trabalhos científicos sobre o efeito da fragmentação da floresta amazónica nas populações de morcegos e da expansão agrícola nas comunidades de aves e morcegos da ilha de Madagáscar. Ainda em Madagáscar, colaborou na análise da eficácia das áreas protegidas do país no combate à desflorestação.
Num trabalho publicado em 2016, mostrou que apesar da continua extração ilegal de madeira em vários parques nacionais, as áreas protegidas em Madagáscar, são de uma forma geral, eficazes na redução da desflorestação no interior das suas fronteiras.
Investigou o efeito da fragmentação florestal nas comunidades faunísticas tropicais, usando morcegos como modelo biológico, inovando na abordagem utilizada para avaliar os efeitos à escala espacial e temporal ao tirar partido de uma base de dados de amostragem de morcegos em floresta, contínua entre 1996 e 2002, além da sua própria recolha de observações entre 2011 e 2014. O estudo constitui uma ferramenta de gestão na regeneração de paisagens fragmentadas, realçando o benefício da protecção das florestas secundárias para a conservação de vertebrados tropicais.
Doutorou-se em 2017 em Biologia da Conservação pelas Universidades de Lisboa e de Helsínquia, sendo distinguido com o Prémio de Doutoramento em Ecologia Fundação Amadeu Dias, atribuído pela Sociedade Portuguesa de Ecologia pelo seu trabalho desenvolvido na Amazónia Brasileira. Em segundo lugar ficou Alice Nunes, sendo ambos investigadores do cE3c – Centro de Ecologia, Evolução e Alterações Ambientais, sediado na Faculdade de Ciências da Universidade de Lisboa. Os primeiros dois classificados receberam prémios monetários no valor de €2500 e €1000, respetivamente.
De 2017 a 2019 foi investigador de pós-doutoramento da Universidade de Cambridge, no Reino Unido, trabalhando num projeto que visava sintetizar informação relativa às melhores práticas de conservação de natureza a nível mundial.
Em setembro de 2019, iniciou um segundo pós-doutoramento, em desenvolvimento no Centro de Investigação em Biodiversidade e Recursos Genéticos (CIBIO-InBIO), da Universidade do Porto, onde se encontra a estudar a ecologia de morcegos no arquipélago da Madeira e o seu papel no controlo de insetos nefastos para a agricultura.
Em junho de 2020, havia publicado mais de 40 artigos científicos, tendo um papel muito ativo nas áreas da sensibilização, educação ambiental e conservação da natureza, e participado em múltiplos projetos nacionais e internacionais.
Em 2020, foi distinguido com o European Early Career Conservation Award, atribuído bianualmente desde 2016 pela secção europeia da Society for Conservation Biology (SCB). O prémio destina-se a enaltecer o trabalho de jovens investigadores com contributos significativos para a conservação do património natural, tanto através da investigação, da intervenção no terreno como a nível da atuação política e educativa, visando simultaneamente inspirar uma nova geração de investigadores dedicados à salvaguarda da biodiversidade e à minimização dos impactos das alterações globais. Ricardo Rocha foi o primeiro português a receber esta premiação.
A sua preocupação com a promoção da diversidade na ciência e na conservação fez com que integrasse o comité para a Igualdade, Diversidade e Inclusão da Society for Conservation Biology, ajudando ainda a implementar uma rede de investigadores pertencentes a minorias raciais e étnicas na Universidade de Cambridge.